# Чоусата-маханты
Чоусата-маханты — группа из 64 кришнаитских святых, которые были самыми близкими спутниками основоположника традиции гаудия-вайшнавизма Чайтаньи (1486—1534).
В гаудия-вайшнавском богословии выделяются восемь величайших пастушек-гопи, вечно занятых служением Радхе и Кришне во Вриндаване. Они известны как ашта-сакхи: Лалита, Вишакха, Рангадеви, Чампакалата, Читра, Индулекха, Тунгавидья и Судеви. У каждой из этих гопи есть восемь гопи-помощниц, служащих под их руководством. Когда Радха и Кришна нисходят в этот мир в образе Чайтаньи Махапрабху, эти 64 их вечных спутницы принимают мужские тела, чтобы служить Чайтанье в его играх. На самом деле в эту группу входят более чем 100 святых, но число 64 используется потому, что считается благоприятным. В списках случаются небольшие вариации, однако святые, перечисленные ниже, упоминаются чаще всего. Большинство этих святых имеют пушпа-самадхи в области 64 самадхи во Вриндаване.

## Чоусата-маханты
Ашта-маханты (8 Махант), соответствующих ашта-сакхи Радхи, и члены их групп:
1. Сварупа Дамодара — Чандрашекхара Ачарья, Ратнагарбха Тхакур, Шри Говинда, Гаруда Пандит, Шри Мукунда, Дамодара Пандит, Кришна Даса Тхакур, Кришнананда Тхакур.
2. Рамананда Рай — Мадхава Ачарья, Двиджа Субхананда, Рамачандра Датта, Васудева Датта, Нандана Ачарья, Шанкара Тхакур, Сударшана Тхакур, Субуддхи Рай.
3. Говиндананда Тхакур — Рама Пандит, Джаганнатха Даса, Джагадиша Пандит, Садашива Кавираджа, Мукунда Рай, Мукундананда, Пурандара Ачарья, Нараяна Вачаспати.
4. Рамананда Васу — Парамананда Тхакур, Баллава Тхакур, Джагадиша Тхакур, Ванамали Даса, Шрикара Пандит, Шринатха Мишра, Лакхан Ачарья, Пурушоттама Пандит.
5. Шивананда Сена — Макарадхваджа Датта, Рагхунатха Датта, Мадху Пандит, Вишнудаса Ачарья, Пурандара Мишра, Говинда Тхакур, Парамананда Гупта, Баларама Даса.
6. Говинда Гхош — Каши Мишра, Шикхи Махити, Шриман Пандит, Бада Харидаса, Кавичандра Тхакур, Хираньягарбха Тхакур, Джаганнатха Сена, Двиджа Питамбар.
7. Мадхава Гхош (или Вакрешвара Пандит) — Макарадваджа Сена, Видхьявачаспати, Говинда Тхакур, Кавикарнапура, Шриканта Тхакур, Мадхава Пандит, Прабодхананда Сарасвати, Балабхадра Бхаттачарья.
8. Васудева Гхош — Рагхава Пандит, Мурари Чайтанья, Макардхваджа Пандит, Кансари Сена, Шри Джаива Пандит, Шри Микунда Кавираджа, Чхота Харидаса, Кавичандра.

- Восемь Госвами: Рупа, Санатана, Локанатха, Рагхунатха Даса, Рагхунатха Бхатта, Джива, Гопала Бхатта, Кришнадаса Кавираджа.[1]
- Восемь кавираджей (включая Джахнаву): Говинда Кавираджа, Карнапура Кавираджа, Нрисимха Кавираджа, Бхагаван Кавираджа, Баллавиканта, Гопирамана, Гокула Кавираджа.[1]